# Pieter Alexander Sandelin
Pieter Alexander Sandelin (Brussel, 19 februari 1777 - 21 juni 1857) was een Nederlands jurist.

## Levensloop
Sandelin promoveerde in de rechten en werd na enige ondergeschikte betrekkingen bekleed te hebben, in 1811 keizerlijk procureur in Amersfoort: drie jaar later benoemde koning Willem I hem tot vicepresident van de rechtbank in Brugge. Hij werd in 1829 lid van de Tweede Kamer voor de provincie West-Vlaanderen. Hij moest bij het uitbreken van de Belgische Omwenteling zijn woonplaats ontvluchten en zijn huis ter plundering achterlaten. Hij was het laatste zuidelijke kamerlid dat nog aanwezig was in de Tweede Kamer op 19 oktober 1830.
Hij vestigde zich in 's-Gravenhage en werd op pensioen gesteld, met de titel van Staatsraad in buitengewone dienst.

## Publicaties
- Jacob Cats zedelijke en meest bijzondere schoonheden, bijeenverzameld en op een alphabetische orde gebragt (1822)
- Verschillende verslagen en bijdragen in de Handelingen der Brugsche Maatschappij van Tael- en Letterkunde (1826-'28)
- Redevoeringen in de Tweede Kamer (1829 en 1830)